# The Crowd Roars (pel·lícula de 1938)
The Crowd Roars és una pel·lícula de drama esportiu estatunidenca de 1938 dirigida per Richard Thorpe i protagonitzada per Robert Taylor com un boxejador que s'enreda en el costat més complicat de l'esport. El 1947 se'n va fer una nova versió anomenada Killer McCoy, amb Mickey Rooney en el paper principal. Aquesta pel·lícula no era un remake de la pel·lícula homònima de 1932 protagonitzada per James Cagney. El repartiment secundari de la versió de 1938 compta amb Edward Arnold, Frank Morgan, Lionel Stander i Jane Wyman.

## Argument
Tommy McCoy es converteix en boxejador, no per amor a l'esport sinó pels diners. Ha de suportar el seu pare alcohòlic i jugador d'atzar Brian. Just abans de la seva primera baralla important, en Tommy s'assabenta que el seu oponent s'ha lesionat i ha estat reemplaçat a l'últim moment pel seu bon amic, l'antic campió del món Johnny, que intenta tornar a competir. Durant el combat, en Tommy mata a en Johnny i és anomenat "Killer McCoy" als diaris. Després passa sota el control del poderós corredor d'apostes Jim Cain.
Mentre entrena, en Tommy coneix i s'enamora de la filla d'en Cain, la Sheila. En Caín ha tingut molta cura d'evitar que la seva filla conegui la seva professió. En Cain intenta trencar el seu romanç, però sense èxit.
En Tommy guanya combat rere combat, convertint-se en un contrincant. Si guanya el seu pròxim combat, aconseguirà el títol de campionat del món. Tanmateix, en "Pug" Walsh, un soci traïdor d'en Cain, ha segrestat tant a la Sheila com en Brian. Li ordena a en Tommy que perdi el pròxim combat a la vuitena ronda. En Tommy no té més remei; suporta un cop despietat ronda rere l'altre, ni tan sols s'atreveix a colpejar el seu enemic per por que un cop desafortunat pogués acabar amb el combat i la vida dels seus éssers estimats. En Brian fingeix desmaiar-se i aconsegueix agafar l'arma d'un dels gàngsters. Envia a Sheila a la lluita, mentre manté els seus dos antics captors a punta de pistola. Tanmateix, mentre es distreu amb la transmissió radiofònica de la baralla, un dels homes li dispara; ell dispara, i tots tres moren. Sheila arriba just abans de l'inici de la vuitena ronda. En Tommy acaba a noquejant el seu oponent i després anuncia que abandona la boxa. En Caín també es retira. Finalment, en Tommy i la Sheila es casen.

## Repartiment
- Robert Taylor com Tommy "Killer" McCoy
- Edward Arnold com Jim Cain, aka James W. Carson
- Frank Morgan com Brian McCoy
- Maureen O'Sullivan com Sheila Carson
- William Gargan com Johnny Martin
- Lionel Stander com "Happy" Lane
- Jane Wyman com Vivian
- Nat Pendleton com "Pug" Walsh
- Charles D. Brown com Bill Thorne
- Gene Reynolds com Tommy McCoy as a boy
- Don "Red" Barry com Pete Mariola
- Donald Douglas com Murray
- Isabel Jewell com Mrs. Martin
- J. Farrell MacDonald com Father Patrick Ryan
- Horace McMahon com Rocky Simpson

## Recepció
Segons MGM Records, la pel·lícula va guanyar 1.369.000 dòlars als EUA i Canadà i 663.000 dòlars a altres llocs, el que va resultar en un benefici de 761.000 dòlars.